# William Styron
William Clark Styron, Jr., född 11 juni 1925 i Newport News, Virginia, död 1 november 2006 på Martha's Vineyard, Massachusetts, var en amerikansk författare.

## Författarskap
Styron är mest känd för att ha skrivit två kontroversiella romaner:
The Confessions of Nat Turner (1967) (Nat Turners bekännelser), som handlar om en ledare i slavupproret i 1831-års Virginia (Pulitzerpriset) och Sophie's Choice (1979) (Sophies val) som handlar om förintelsen under andra världskriget och den personliga skulden vid bearbetandet av dessa traumatiska minnen. Filmatiserades 1982 som Sophies val.

## Priser och utmärkelser
- Pulitzerpriset för skönlitteratur 1968 för The Confessions of Nat Turner